# Shield (серия игровых устройств)
SHIELD — серия стационарных и портативных гибридных консолей от американской компании NVIDIA. Первая приставка вышла на рынок 31 июля 2013 года, последняя — в мае 2015. Все устройства семейства SHIELD работают под управлением различных редакций операционной системы Android, базируются на аппаратной платформе NVIDIA Tegra, а в качестве облачной платформы применяется служба NVIDIA GRID. На данный момент серия включает в себя два портативных устройства — игровой планшет и портативную приставку, а также одну стационарную консоль.

## Портативные устройства

### SHIELD Portable
Первое устройство от компании NVIDIA в серии SHIELD. Анонс портативной приставки состоялся на выставке Consumer Electronics Show в начале 2013 года, а начало продаж — летом того же года.

### SHIELD Tablet
Второе устройство в серии SHIELD в форм-факторе планшета, адаптированным компанией NVIDIA для любителей игр.

## Стационарные устройства

### SHIELD Console
Третье устройство от NVIDIA в серии SHIELD и первое в форм-факторе стационарной игровой консоли. Компания позиционирует устройство в качестве первой приставки под управлением операционной системы Android TV, специально оптимизированной для игрового процесса. SHIELD Console была анонсирована на конференции GDC в марте 2015 года.

## Облачные службы

### SHIELD Hub
Приложение и сетевая инфраструктура, предназначенная для устройств SHIELD, которые объединяют в себя сетевой каталог игр, адаптированных для SHIELD, интерфейс взаимодействия со службами NVIDIA GameStream и NVIDIA GRID, а также агрегатор новостей и статей, посвящённых различной игровой продукции NVIDIA.

### NVIDIA GRID
Облачная служба GRID для устройств SHIELD была представлена одновременно с консолью SHIELD Portable в виде концепта, после чего в декабре 2013 года началось публичное бета-тестирование службы. GRID позволяет транслировать PC-игры с удалённых серверов на устройства SHIELD, благодаря чему игроки получают возможность играть в игры, которые либо не портированы на операционную систему Android, либо не способны работать на аппаратном обеспечении SHIELD из-за системных требований. Бета-тестирование услуги закончилось в ноябре 2014 года, когда NVIDIA заявила о публичном выпуске службы в виде коммерческой версии, доступной для владельцев устройств SHIELD. По словам Дэна Акермана, обозревателя издания CNET, GRID работает лучше, чем один из его конкурентов — PlayStation Now. Похожие впечатления остались и Джареда Ньюмана, автора издания PCworld, который отметил, что качество службы OnLive хуже, чем у NVIDIA GRID, но при этом GRID не хватает интеграции с сетевой инфраструктурой Steam.

## Контроллеры

### SHIELD Controller
Корпорация NVIDIA разработала беспроводной манипулятор SHIELD Controller специально для игровых устройств семейства SHIELD. По словам представителей компании, разрабатывался для достижения «исключительной отзывчивости и погружения в лучших современных играх». Контроллер использует стандарт Wi-Fi Direct для подключения к устройствам и передачи различных данных от встроенных микрофона и разъема для наушников, а также для процесса обновления прошивки контроллера.

## Разработка для SHIELD
Для разработки игр для приставок SHIELD компания NVIDIA создала специальную среду разработки под названием AndroidWorks, базирующуюся на основе Android SDK с добавлением различных утилит и программ для работы с однокристалльными чипами Tegra.